# Карстосфера
Карстосфера (карст и др.-греч. σφαῖρα «мяч», «шар») — прерывистая оболочка Земли, часть стратисферы. Обладает сложным многоярусным строением, что связано с чередованием в вертикальном стратиграфическом разрезе стратисферы растворимых и нерастворимых толщ. Ярусное строение характерно для карстосферы как в складчатых, так и платформенных областях на суше и под океаническим уровнем. Число ярусов равно двум и больще. Главные ярусы — альпийский (юра-мел-палеоген) и герцинский (карбон-пермь) подразделяются на второстепенные ярусы, большей частью имеющие локальное значение, что обусловлено местными особенностями тектонического режима и вулканизма.
Карстосфера в плане в общих чертах совпадает со стратисферой, но приурочена к ее отдельным формациям и обнаруживает ярусность. Каждый ярус имеет собственную систему циркуляции карстовых вод, независимую от систем циркуляции других ярусов. Занимает большую часть суши и значительные части морского дна. Предпосылки для циркуляции пресных вод ниже уровня моря и под морским дном созданы неотектоническими движениями, поднявшими одни и погрузившими другие части карстующихся толщ, что привело к образованию фреатических вод.
Площадь карстосферы может быть ориентировочно оценена в 200 млн. км², т. е. в 35% всей площади земной поверхности. Мощность отдельных ярусов может достигать в геосинклинальных зонах 2—3 км, а на платформах — сотен метров. Мощность всей карстосферы (от висячего бока самого верхнего яруса до лежачего бока самого нижнего яруса) может достигать 5—10 км.
Карстосфера образует два крупных массива — Евразийско-Африканский и Американский, разделенные ложами Тихого и Атлантического океанов и смыкающиеся в районе Берингова моря и ряде более мелких массивов, представленных Австралией с островом Новая Гвинея, Мадагаскаром, Новой Зеландией и другими островами. В пределах массивов суши карстосфера «проткнута» выходами кристаллических пород в виде щитов, массивов и гранитных стержней горных систем.
Термин и понятие «карстосфера» в географическом литературе впервые предложил грузинский физикогеограф профессор Л. И. Маруашвили (1969—70, соответственно), считая, что развитие карста в земной коре ограничивается ее осадочным слоем. По мнению Л. И. Маруашвили карстосфера расположена в пределах стратисферы, но приурочена к ее отдельным формациям и является ярусной. Совместно с З. К. Таташидзе упомянутый автор определил карстосферу как совокупность частей стратисферы, сложенную легкорастворимыми породами, подвергающуюся интенсивному химическому воздействию вод и обладающую комплексом признаков карста.
Советский карстовед Г. А. Максимович расширил это понятие, включив в него карстопроявления в метаморфических и магматических породах. Геолог Р. А. Цыкин охарактеризовал карстосферу как особую область рассредоточенного литогенеза. Несколько по-иному трактует карстосферу физикогеограф В. Н. Андрейчук. Под ней он понимает относительно целостную оболочку земной коры, геосистему.
На фоне непрекращающейся дискуссии об определениях «карст» и «карстоведение», научная дискуссия о понятии карстосфера получила развитие начиная с 70-х годов. В ряду теоретических аспектов карстоведения понятие карстосфера является базовым. Понятие карстосфера имеет для карстоведения большое методологическое значение, поскольку отражает объект данной науки.